# Burton K. Wheeler

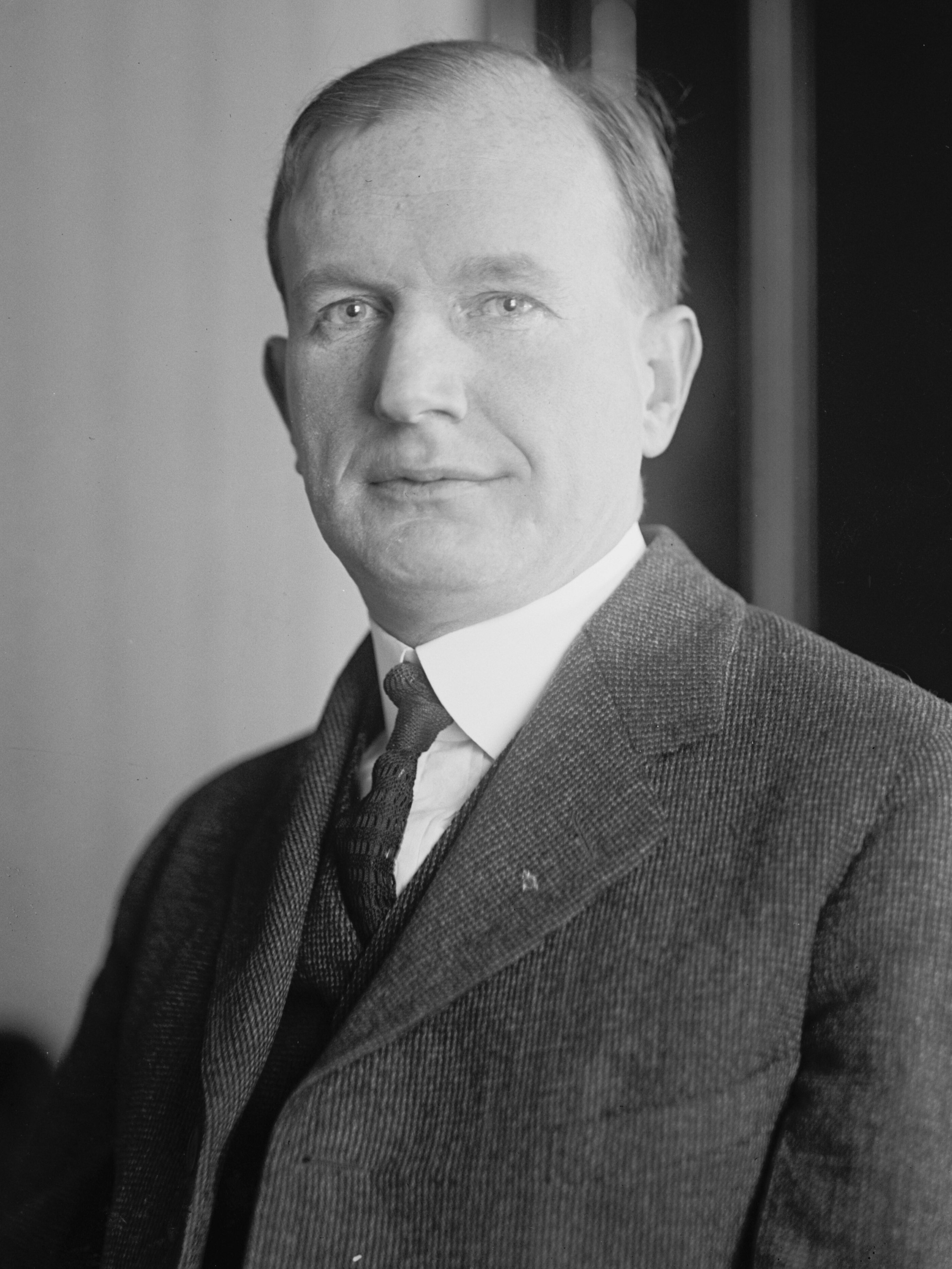
Burton K. Wheeler

Burton Kendall Wheeler, född 27 februari 1882 i Hudson, Massachusetts, död 6 januari 1975 i Washington, D.C., var en amerikansk politiker. 

## Biografi
Wheeler var demokratisk senator från Montana 1923-1947 och Progressiva partiets vicepresidentkandidat i presidentvalet i USA 1924.
Han avlade 1905 juristexamen vid University of Michigan och inledde sedan sin karriär som advokat i Butte. Han förlorade guvernörsvalet i Montana 1920 mot republikanen Joseph M. Dixon.
Wheeler besegrade republikanen Carl W. Riddick i senatsvalet 1922. Han ställde upp som Robert M. La Follettes vicepresidentkandidat i presidentvalet 1924. De progressiva kandidaterna La Follette och Wheeler vann endast i Wisconsin. Wheeler fortsatte efter det misslyckade presidentvalet som demokratisk senator. Han omvaldes 1928, 1934 och 1940. Fackföreningsledaren John L. Lewis försökte förgäves få Wheeler att ställa upp i presidentvalet i USA 1940. Lewis stödde sedan republikanernas kandidat Wendell Willkie i stället.
Wheeler stödde i början av andra världskriget isolationistiska America First Committee. Attacken mot Pearl Harbor fick Wheeler att ändra åsikt gällande USA:s deltagande i kriget. Wheeler besegrades av Leif Erickson i demokraternas primärval inför senatsvalet 1946. Erickson förlorade sedan själva senatsvalet mot republikanen Zales Ecton.
Wheeler var metodist och frimurare. Han gravsattes på Rock Creek Cemetery i Washington, D.C.